# 60-as villamos (Budapest, 1957–1972)
A budapesti 60-as jelzésű villamos a Keleti pályaudvar és a Csörsz utca (később a Szarvas tér) között közlekedett. A járatot megszűnése előtt a Budapesti Közlekedési Vállalat üzemeltette.

## Története
1926-ban indult az első 60-as villamos a Keleti pályaudvar és a Déli Vasút (napjainkban: Déli pályaudvar) között, a Rákóczi úton és az Erzsébet hídon át a duna-parti villamosvágányokon. 1928. október 15-én megszüntették.
1957. január 21-én indult újra a Csörsz utca – Böszörményi út – Nagyenyed utca – Krisztina körút – Gellért rakpart – Szabadság híd – Kiskörút – Madách tér útvonalon. 1964. november 21-én az Erzsébet híd átadása után a Keleti pályaudvartól indult és Krisztinavároson végighaladva érte el a Csörsz utcai végállomását. 1965. október 20-án a Szarvas téren létesített új végállomást az FVV, ekkor indult el a 60A jelzésű betétjárata a Keleti pályaudvar és a Szarvas tér között. 1970. április 3-án megszűnt a 60A villamos. 1971. május 17-étől csak a Szarvas térig közlekedett a 60-as villamos a Déli pályaudvarnál zajló építkezések miatt. 1972. március 1-jén megszűnt, az M2-es metró második szakaszának átadását sem érhette meg.